# Odontophorus angustifolius
Odontophorus angustifolius är en isörtsväxtart. Odontophorus angustifolius ingår i släktet Odontophorus och familjen isörtsväxter.

## Underarter
Arten delas in i följande underarter:
- O. a. angustifolius
- O. a. protoparcoides

## Bildgalleri

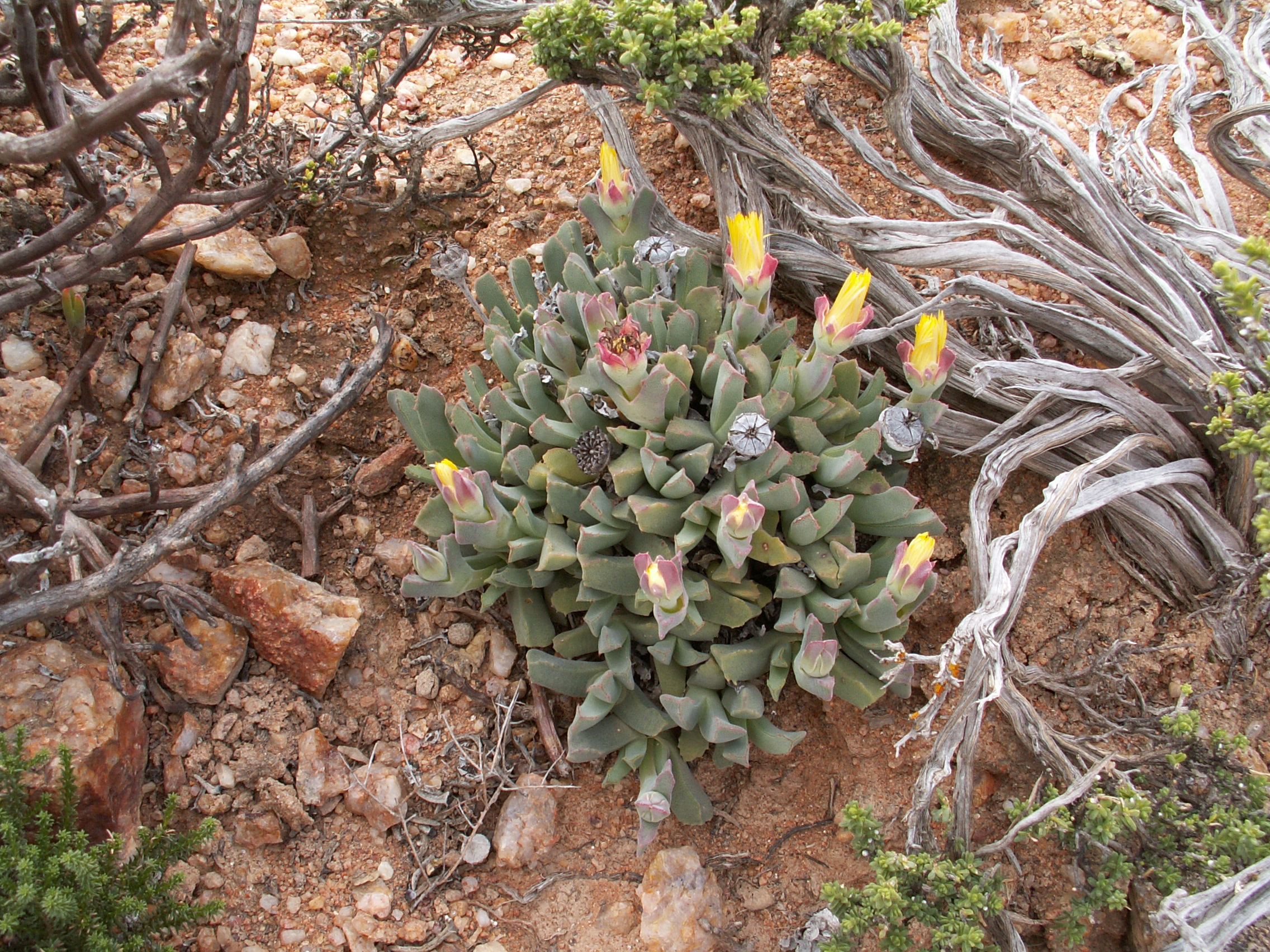
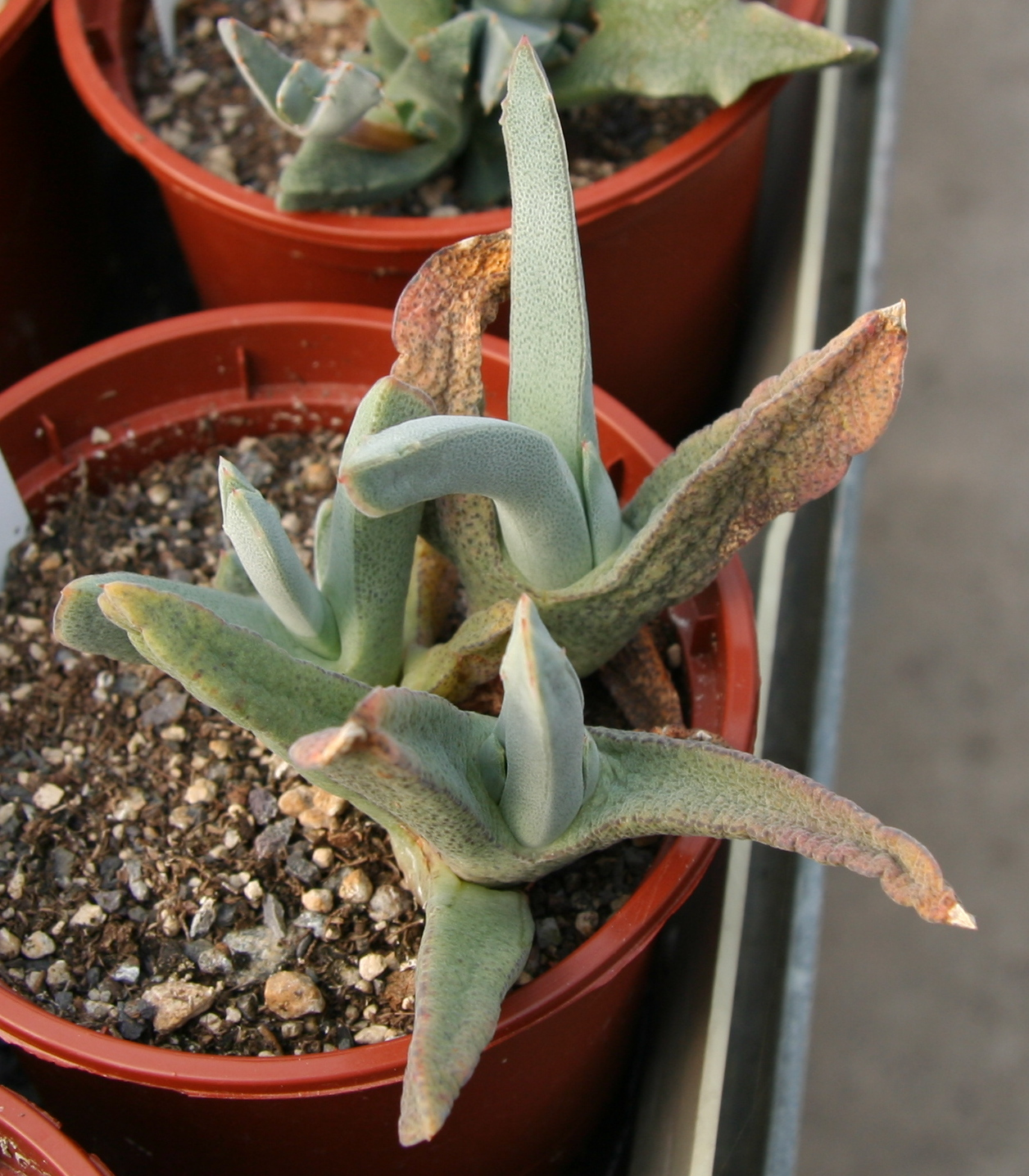